# Oluf Borch
Oluf (eller Ole) Borch, född den 7 april 1626 i Nørre Bork, Ribe stift, död den 13 oktober 1690, var en dansk professor och polyhistor.
Borch var verksam inom såväl medicinen med dess hjälpvetenskaper (anatomi, botanik och kemi), som inom humaniora (filologi, filosofi och poesi). Han var dessutom domare i Højesteret.
Borch blev 1655 hovmästare för Jochum Gersdorffs söner, utmärkte sig 1659 vid Köpenhamns försvar, reste 1661-66 i västra Europa och Italien och var sedan professor i filologi och naturvetenskaper vid universitetet i Köpenhamn. 
1667 blev han tillika kunglig livläkare och 1686 assessor i höjesteret. Han var en ypperlig läkare och en mångsidig vetenskapsman; trots att han inte var genial eller banbrytande i något fack, utförde han i flera ämnen arbeten, som för hans tid hade stor betydelse. 
Han var latinsk skald och mycket ivrig för det latinska språkets renhet. 1654 gav han i Parnassus in nuce vägledning för versskrivning på latin och senare goda bidrag såväl till latinsk lexikografi och litteraturhistoria som till kemins historia och anatomins utveckling. 
Han samlade en betydlig förmögenhet och grundade 1689 för 16 flitiga studenter Borchs kollegium, där under tidernas lopp många yngre vetenskapsmän bott. Själv kallade han det "Collegium mediceum", till minne av den välvilja, som han under sin vistelse i Italien åtnjutit av huset Medici.